# Propaganda (album)
 (janvier 2023).
La mise en forme du texte ne suit pas les recommandations de Wikipédia : il faut le « wikifier ».
Les points d'amélioration suivants sont les cas les plus fréquents. Le détail des points à revoir est peut-être précisé sur la page de discussion.
- Les titres sont pré-formatés par le logiciel. Ils ne sont ni en capitales, ni en gras.
- Le texte ne doit pas être écrit en capitales (les noms de famille non plus), ni en gras, ni en italique, ni en « petit »…
- Le gras n'est utilisé que pour surligner le titre de l'article dans l'introduction, une seule fois.
- L'italique est rarement utilisé : mots en langue étrangère, titres d'œuvres, noms de bateaux, etc.
- Les citations ne sont pas en italique mais en corps de texte normal. Elles sont entourées par des guillemets français : « et ».
- Les listes à puces sont à éviter, des paragraphes rédigés étant largement préférés. Les tableaux sont à réserver à la présentation de données structurées (résultats, etc.).
- Les appels de note de bas de page (petits chiffres en exposant, introduits par l'outil «  Source ») sont à placer entre la fin de phrase et le point final[comme ça].
- Les liens internes (vers d'autres articles de Wikipédia) sont à choisir avec parcimonie. Créez des liens vers des articles approfondissant le sujet. Les termes génériques sans rapport avec le sujet sont à éviter, ainsi que les répétitions de liens vers un même terme.
- Les liens externes sont à placer uniquement dans une section « Liens externes », à la fin de l'article. Ces liens sont à choisir avec parcimonie suivant les règles définies. Si un lien sert de source à l'article, son insertion dans le texte est à faire par les notes de bas de page.
- La présentation des références doit suivre les conventions bibliographiques. Il est recommandé d'utiliser les modèles {{Ouvrage}}, {{Chapitre}}, {{Article}}, {{Lien web}} et/ou {{Bibliographie}}. Le mode d'édition visuel peut mettre en forme automatiquement les références.
- Insérer une infobox (cadre d'informations à droite) n'est pas obligatoire pour parachever la mise en page.

Pour une aide détaillée, merci de consulter Aide:Wikification.
Si vous pensez que ces points ont été résolus, vous pouvez retirer ce bandeau et améliorer la mise en forme d'un autre article.
Pour les articles homonymes, voir Propaganda.
Albums de Trust
Fils de lutte
(2019)
Singles
1. Tout ce qui nous sépare
Sortie : 1er juillet 2022

Propaganda est le douzième album studio du groupe de hard rock français Trust sorti le 30 septembre 2022, soit 3 ans (quasi jour pour jour) après le précédent.

## Présentation
Le 29 juin 2022, Trust révèle le nom du nouvel album, Propaganda, le visuel (recto / verso) de la pochette et annonce une sortie pour le 30 septembre 2022 en CD (Digipack), double vinyle et digital. Il s'agit du troisième album studio du groupe à sortir en quatre ans et demi.Comme les deux précédents album studios Dans le même sang et Fils de lutte, Propaganda a été enregistré dans les conditions du « live » et mixé par Mike Fraser.

## Enregistrement
Le samedi 22 janvier 2022, Trust rentre aux Studios ICP à Ixelles, Bruxelles (jour 1). Cette première journée est consacrée à l'installation du matériel et aux réglages avant le début des séances le lendemain. Du dimanche 23 au jeudi 27 janvier 2022, le groupe enregistre en cinq jours (jours 2 à 6) - et dans les conditions de la scène - 13 nouveaux titres de son nouvel album studio (3 ans donc après son précédent),. Du vendredi 28 au dimanche 30 janvier (jours 7 à 9), le groupe complète les sessions initiales par l'enregistrement d'overdubs électriques et acoustiques (notamment de guitares), de quelques chœurs et de voix supplémentaires. Le mardi 1er février 2022, Trust annonce qu'à l'issue d'une nouvelle journée de travail (jour 10 i.e. lundi 31 janvier 2022), l'album est terminé et qu'il ne reste plus qu'à préparer les titres pour un "transfert vers Vancouver où Mike Fraser s’en emparera afin de [le] mixer..."

## Parution et promotion
Le 1er juillet 2022, le groupe devoile Tout ce qui nous sépare, le 1er titre extrait du nouvel album.
Le 9 septembre 2022, à moins d'un mois de la sortie de l'album, dans une 1re vidéo « Track by track » d’interview en studio de Nono et Bernie publiée via son compte Facebook, Trust dévoile un extrait du titre "Le jour se lèvera" (présenté par l'intervieweur comme étant déjà un "classique" du groupe) et évoque la formation actuelle du groupe.
Le 13 septembre 2022, Trust publie une 2e vidéo « Track by track » consacrée à la fois au titre Tout ce qui nous sépare et au nouvel album enregistré en live, de façon spontanée, sans surproduction, ce qui – selon Bernie – permet de « capter [l']énergie » du rock ; et mixé par Mike Fraser qui – toujours selon Bernie – « respecte et travaille vraiment sur la musicalité », ce qui permet « de discerner tout ce qu'il y a autour [de la voix] ».

## Accueil critique
Dans sa chronique sans concession du 24 octobre 2022 sur le site web Metalzone, Kingeddie évoque « un disque mou du genou, rempli de chœurs féminins avec quelques guitares bien trop sages, des bons morceaux bien trop rares ou tellement éloignés de “mon” Trust que je ne l'ai pas reconnu ! » mais attribue tout de même à l'album la note moyenne de 2,5⁄5.

## Liste des morceaux
| No  | Titre                                                | Durée |
| --- | ---------------------------------------------------- | ----- |
| 1.  | Le jour se lèvera                                    | 5.03  |
| 2.  | Tout ce qui nous sépare                              | 3.32  |
| 3.  | La Première Pierre                                   | 5.29  |
| 4.  | Salaud d'pauvre ?                                    | 5.08  |
| 5.  | Les Vagins impatients                                | 6.13  |
| 6.  | Dimanche soir au bord du gouffre                     | 4.45  |
| 7.  | Cette prière sur tes lèvres et ce sang sur tes mains | 4.19  |
| 8.  | Petite elle                                          | 6.32  |
| 9.  | Ce que tu donnes                                     | 4.26  |
| 10. | Guerre lasse                                         | 3.54  |
| 11. | L'Europe des 27                                      | 4.15  |
| 12. | Ma vie – Trust                                       | 5.19  |

## Personnel

### Formation
- Bernie Bonvoisin : chant
- Norbert Krief : guitare
- Ismalia Diop : guitare
- David Jacob : basse
- Christian Dupuy : batterie

### Choeurs
- Falone
- Gladys
- Rashad

### Équipe technique
- Réalisation : Antoine "Chab" Chabert, Madje Malki, Paulo Laurendeau
- Mixage : Mike Fraser